# Oriol (namn)
För andra betydelser, se Oriol.
Oriol är ett katalanskt personnamn som kan bäras både som för- och efternamn. Namnet kommer från det latinska ordet aureolus ("gyllene"). Till en början brukades namnet endast som efternamn, men kom in i namnskicket som förnamn i och med helgonet sankt Josep Oriol. Män vid namn Oriol får ofta smeknamnet Ori.

## Popularitet
Under 1970- och 80-talen ökade namnet Oriol i popularitet och blev ett av de vanligaste namnen bland nyfödda. År 2007 låg namnet Oriol på en trettondeplats på listan över vanligaste pojknamnen i Katalonien, enligt Kataloniens statistiska institut, Instituto de Estadística de Cataluña (IDESCAT).
I Sverige bodde det den 31 december 2022 totalt 26 män med namnet Oriol, varav 18 män hade det som tilltalsnamn. Ingen i Sverige bar namnet som efternamn.

## Personer med Oriol som förnamn
- Oriol Elcacho, katalansk modell
- Oriol Junqueras, katalansk politiker
- Oriol Lozano, katalansk fotbollsspelare
- Oriol Martorell I Codina, katalansk dirigent, professor och politiker
- Oriol Riera, katalansk fotbollsspelare
- Oriol Ripol, katalansk rugbyspelare
- Oriol Romeu, katalansk fotbollsspelare
- Oriol Salvia, katalansk squashspelare
- Oriol Servià, katalansk racerförare

## Personer med Oriol som efternamn
- Estevan Oriol, mexikansk-amerikansk fotograf
- sankt José Oriol (1650-1702), spanskt helgon
- José Luis de Oriol y Urigüen, spansk politiker
- José María de Oriol y Urquijo, spansk politiker